# De Phazz
A De-Phazz egy heidelbergi illetőségű downtempo nu jazz együttes, mely a modern zenei irányzatokat és a soul, a latin zene, a trip hop és a drum and bass elemeit ötvözi lounge-os hangkörnyezetben. Nevét a Destination Phuture Jazz kifejezésből eredeztethetjük. De-Phazz első embere Pit Baumgartner. A zenekar vokalistái Barbara Lahr, Karl Frierson és Pat Appleton. A zenekar állandó tagja még a harsonán remeklő Otto Engelhardt.
A Detunized Gravity és a Godsdog albumok megjelenése után a Phazz hangzásvilága kissé megváltozott. A trip-hop, acid jazz és broken beat elemek egyre jobban háttérbe szorultak, míg a latinos elemek egyre jobban előtérbe kerültek. a Death By Chocolate albumra már francia és német nyelven előadott dalok is felkerültek. 
Az Phazz koncertjein számtalan vendégzenész megfordult, ezáltal a zenekar hangzásvilága folyamatosan változott.
Időközben a vokalisták is szólóalbumokat jelentettek meg, melyek a Phazz ismertségének is jót tettek! 
2008-ban Pit Baumgartner is egy önállólemezzel jelentkezett. Ennek sajátossága az, hogy a régi Phazz hangzás ismét előtérbe került! Viszont ez már kevésbé összeegyeztethető a mostani De-Phazz arculatával, ezért a borítón is nagy betűkkel hirdetik This Is Not A De Phazz Album. Ez a felirat valószínűleg a rajongókat nem riasztotta el.
2009-ben újabb munkával jelentkezett a jazz kollektíva! Az új anyag BIG címmel került a polcokra, ami egy 11 trackből álló majdnem válogatás a The Radio Bigband Frankfurt közreműködésével. Amivel mégis több annál, az az, hogy a számokat egytől egyig újrahangszerelték nagyzenekarra, valamint az énektémákat is újraénekelte a három kiváló énekhang. A végeredmény egy nagyvilági bossanova, rengeteg hangszerrel.
Az együttes a Mole Listening Pearls a Universal Jazz Germany az Edel Records, illetve a United Recordings és a Phazz-a-Delic Rec. kiadóknál jelentetett meg albumokat.

## Albumok
- Detunized Gravity (1997)
- Godsdog (1999)
- Death by Chocolate (2001)
- Daily Lama (2002)
- Plastic Love Memory (2002)
- Natural Fake (2005)
- Days of Twang (2007)
- Big (2009)
- LaLa 2.0 (2010)
- Audio Elastique (2012)
- Naive (2013)
- The Uppercut Collection (2013)
- Garage Pompeuse (2015)
- Private (2016)
- Prankster Bride (2016)
- Black White Mono (2018)
- De Capo (2019)

## Zenekari tagok
- Pit Baumgartner (az együttes alapítója és vezetője)
- Karl Frierson (ének)
- Barbara Lahr (ének)
- Susanne Horn (ének)
- Adax Dörsam (gitár)
- PG Gonzales -
- Joo Kraus -
- Otto Engelhardt (harsona)
- Pat Appleton (ének)
- Roy Randolph (ütősök, ének)
- Jan Fride (dob)
- D. Charity Sanders
- Flo Dauner (dob)
- Rubow Oli (dob)
- Ralf Oehmichen (gitár)
- Frank Spaniol (szaxofon)
- Bernd Windisch (basszus)
- Markus Lang (billentyűs hangszerek)